# Weingut Dreissigacker
Das Weingut Dreissigacker liegt in Bechtheim im deutschen Weinbaugebiet Rheinhessen. Das Weingut ist familiengeführt und hat sich auf biologisch-dynamischen und nachhaltigen Weinanbau und -ausbau spezialisiert. Im Fokus steht die Herstellung hochwertiger, trocken ausgebauter Rieslinge mit großem Reifepotenzial.
2021 wurde das Weingut Dreissigacker im Weinführer Eichelmann 2021 – Deutschlands Weine ausgezeichnet für die beste Weißweinkollektion. Besonders in der internationalen Spitzengastronomie spielen die Dreissigacker Weine eine  Rolle – so auch  im Restaurant von Spitzenkoch Tim Raue.

## Geschichte
Die Ursprünge des Weinguts reichen bis ins 18. Jahrhundert zurück. Seitdem befindet sich das Weingut Dreissigacker im Familienbesitz. Aktuell leitet das Weingut Jochen Dreissigacker, der es 2005 von seinen Eltern übernahm und die gesamte Produktion konsequent auf biodynamischen Weinbau umstellte. Am 5. Mai 2018 wurde der moderne Neubau des Weinguts eingeweiht.

## Anbau und Ausbau
Die gesamte Weinherstellung des Weinguts Dreissigacker ist auf Nachhaltigkeit ausgelegt. Die Weinberge werden dafür ökologisch und biodynamisch bewirtschaftet, dabei orientiert man sich an natürlichen Kreisläufen. Alle Weine werden ausschließlich mit Falldruck befördert, um die Weine möglichst unverfälscht in die Flasche zu transportieren.

## Vinifikation
Das Weingut Dreissigacker produziert schwerpunktmäßig trocken ausgebaute Weißweine mit hohem Reifepotenzial – im Speziellen Riesling. Die Dreissigacker Weine werden in Gutswein, Ortswein und Lagenwein klassifiziert. Zudem gibt es noch einzelne Sondereditionen. Das Weingut ist spezialisiert auf kleinteiligen Ausbau und baut die Weine im Holzfass – Barrique und Tonneau – sowie im Edelstahltank aus.

## Rebsorten
Der Fokus des Weingut Dreissigacker liegt auf der Produktion von Weißwein. Dieser nimmt 98 Prozent der gesamten Herstellung ein. Die meist angebaute Rebsorte auf dem Weingut Dreissigacker ist Riesling. Gefolgt von Weißburgunder und Spätburgunder.

## Anbaugebiete – Die Einzellagen
Das Weinbaugebiet Rheinhessen, in dem das Weingut Dreissigacker liegt, ist das größte Weinbaugebiet Deutschlands. Rheinhessen zählt zu den kühlsten Weinbauklimaten. Das Weingut Dreissigacker baut an folgenden Einzellagen Weinreben an:
- Geyersberg: ein nach Süden ausgerichteter Weinberg mit verwitterten Kalksteinböden – besonders geeignet für Riesling.
- Hasensprung: die Lage ist geprägt von schweren Tonböden. Die Trauben wachsen dort besonders langsam, sodass konzentrierte Weine entstehen können.
- Rosengarten: Die Lage besteht aus Lösslehm und Kalkstein und ist die wärmste Lage des Weinguts Dreissigacker.
- Aulerde: der Boden der Lage Aulerde besteht überwiegend aus Tonmergel und Lösslehm.
- Kirchspiel: Kalksteinskeletteinlagen und Kalksteinfels prägen die Böden der Kirchspiel-Lage.
- Morstein: Kalkstein und Kalksteinfels bewirken hohe Mineralität in den Böden der Weinlage Morstein.

## Kooperationen
Das Weingut Dreissigacker bekam online große Aufmerksamkeit durch eine Kooperation mit Paul Ripke. Gemeinsam vermarkten sie den gemeinsam entwickelten Riesling “Pariesling”. Außerdem produziert das Weingut Dreissigacker den Wein für Til Schweigers Weinlinie “From grape til wine”.

## Auszeichnungen und Highlights
- "Aufsteiger des Jahres" (Gault Millaut 2005)
- "Die 100 besten Weingüter Deutschlands" (Handelsblatt) (2010)
- "Staatsbankett Obama" (2013)
- "Most influential Germans under 40" (GQ Magazin)
- “Die besten Restaurants und Winzer in Rheinhessen” (Der Mainzer)
- "Weltklasse Weingut" (EICHELMANN 2021)
- "Best of Wine Tourism Award", Nachhaltigkeit im Weintourismus, (Great Wine Capitals 2021)[1]
- "Beste Weißweinkollektion" (EICHELMANN 2021): „Und die beiden Weißburgunder gehören zu den besten Weißburgundern in Deutschland. Der 2018er Tonneau ist rauchig, kraftvoll, nachhaltig, der 2019er Einzigacker ist komplex wie nie, noch jugendlich, intensiv, stoffig und reintönig. Großartige Kollektion.“[2]

Auszeichnungen Weine
- Robert M. Parker – 95 Punkte Geyersberg 13 - 2020; 94 Punkte Rosengarten 13 - 2020; 94+ Punkte Rosengarten 17 – 2020
- LagenCup – Bester Riesling 17 – 96 Punkte Rosengarten 17
- James Suckling – 95 Punkte: 2015 Einzigacker, 2015 Morstein, 2018 Einzigacker
- James Suckling – 94 Punkte: 2015 Geyersberg, 2015 Kirchspiel, 2014 LEGENDEN, 2016 Einzigacker, 2016 Geyersberg, 2016 Kirchspiel, 2016 LEGENDEN
- TOP 50 German Wine in China 2020 – Wunderwerk Spätburgunder 2015